# رحیل
رحیل مجموعه تلویزیونی ایرانی به تهیه کنندگی رامین عباسی‌زاده و به کارگردانی مشترک رامین عباسی‌زاده و مسعود آب‌پرور محصول سال ۱۴۰۲ است. نویسندگی این مجموعه در فصل‌های اول و دوم بر عهده فرهاد نقدعلی بوده است. فصل اول این مجموعه تاریخی ۲۸ مرداد ۱۴۰۲ به روی آنتن شبکه سه رفت. فصل دوم نیز ۴ آذر ۱۴۰۲ از شبکه سه پخش شد. آخرین قسمت از این مجموعه، ۱۸ دی ۱۴۰۲ به پخش رسید.

## خلاصهٔ داستان

### فصل اول
داستان با پایان دوره قاجاریه و ابتدای روی کار آمدن حکومت پهلوی روایت خواهد شد، بازگشت محا از سفر کربلا همراه می‌شود با آگاهی اصلان پسر ذبیح‌الله، صحاف‌باشی دربار از دسیسه‌ها و توطئه‌هایی که سرنوشت او و محا را، تبدیل به یک منظومه بی‌پایان می‌کند. این مجموعه، قصه‌ای زنانه دارد و روایتگر فردی به اسم محا و از دربار قاجار است که تلاش می‌کند دیگر زنان اندرونی را با خود متحد و یک تعزیه عاشورایی اجرا کند…

### فصل دوم
سریال رحیل با داستانی تاریخی و ماجراجویانه حدفاصل قاجار تا پهلوی را زیر ذره‌بین برده، امتداد داستان توطئه‌هایی را در بر می‌گیرد که شاهزاده‌ای خوش‌طینت به نام محا را دربرگرفته، او از یک سو دل به معشوق خود اصلان داده و از سوی دیگر زمان‌خان است که در پی جادوی همسرش بیتاج، خاطرخواه او شده است. سلسله قاجار در شرف فروپاشی است و محا باید راه نجاتی برای خود و اندرونی بیابد…

## بازیگران
| بازیگر          | نقش             |
| --------------- | --------------- |
| حمیدرضا آذرنگ   | سرگرد زمان      |
| اندیشه فولادوند | بیتاج           |
| نسیم ادبی       | زینت‌الملوک      |
| ثریا قاسمی      | ننه قمر         |
| کاظم هژیرآزاد   | خان‌بابا         |
| فرخ نعمتی       | ذبیح‌الله        |
| هومن برق‌نورد    | شفیق            |
| علی عباسی‌زاده   | اصلان           |
| گیتا راد        | محا             |
| ریحانه رضی      | شمامه           |
| غزاله اکرمی     | ماهی            |
| مریم کاویانی    | زیور            |
| حسام محمودی     | محمدحسن میرزا   |
| محسن امیری      | محمدحسن میرزا   |
| ابتسام بغلانی   | اختر خاتون      |
| شاهو رستمی      | کمال            |
| ستاره دهقانی    | بدرالملوک       |
| بهمن هراتی      | عزت             |
| محسن نقیبیان    | آنتوان سوریوگین |
| مهرداد نیکنام   | رضاشاه پهلوی    |
| فتح‌الله طاهری   | سید احمد        |
| هانیه غلامی     | طلعت            |
| فرزانه وهاب     | فاطمه خانم      |
| کیمیا رفیق      | بلور            |
| محدث یوسفی      | مفتش            |
| زهرا کوهساریان  | گلین            |
| دلارام زرگر     | آسیه            |
| نسیم صحرایی     | تاجی            |
| میثم ساجدی      | مهربان          |
| علیرضا علیا     | سیف‌التجار       |
| حنانه آجرلو     | کشور            |
| رقیه آروبی      | طاووس           |
| نگار نیکدل      | عذرا            |
| آیناز ایقانی    | خانم‌خانما       |

«بازیگران خردسال»
| بازیگر           | نقش  |
| ---------------- | ---- |
| آیلار عباسی      | سرور |
| شایان دارمی‌پوران | جمیل |

## موسیقی
| شماره | نام                                        | خواننده    | مدت  |
| ----- | ------------------------------------------ | ---------- | ---- |
| ۱.    | «رحیل» (تیتراژ پایانی فصل ۱)               | محمد نصرتی | ۲:۲۸ |
| ۲.    | «یا عشق تو یا هیچ‌کس» (تیتراژ پایانی فصل ۲) | میثم اکبری | ۳:۲۸ |